# ألان شيريدان
ألان شيريدان (بالإنجليزية: Alan Sheridan)‏ هو مترجم بريطاني، ولد في 1934.

## وصلات خارجية
- ألان شيريدان على موقع ميوزك برينز (الإنجليزية)